# Амурское (Амурская область)
Аму́рское — село в Белогорском районе Амурской области, Россия.
Административный центр Амурского сельсовета.

## География
Село Амурское расположено на автодороге Чита — Хабаровск, в 25 км юго-восточнее Белогорска.
От села Амурское на восток идёт дорога к сёлам Мостовое и Луговое, на юго-восток — к с. Дубровка и к с. Новороссийка Ромненского района.

## История
Возникло в 1928 г и только в 1966 г. получило название Амурское по совхозу, располагавшемуся в селе.
Село находится недалеко от железнодорожной станции Возжаевка на федеральной трассе Чита — Хабаровск. Первые поселенцы этого населённого пункта стали прибывать сюда в 1927 году. Вся территория была покрыта зарослями орешника. Здесь была образована бригада полеводов, которая начала разрабатывать участки земли: корчевать кустарник, распахивать, проводить сев различных культур. За два года население значительно увеличилось за счёт новоприбывших, тогда же, 20 ноября 1929 года решением облисполкома был организован совхоз «Амурский», первый в районе. К 1935 году общая земельная площадь Амурского совхоза составляла 91500 гектар, из которых было освоено только 16 %. В 1931 году была построена электростанция мощностью 81 КВт, введена в эксплуатацию хлебопекарня. Тогда же была построена машинно — тракторная станция, кузницы во всех пяти отделениях совхоза, мельница.
Во время Великой Отечественной войны жители села были призваны на фронт: 43 человека погибли на полях сражений, 69 вернулись к домой к повседневной мирной жизни. В 1942 году селяне внесли денежные средства на танковую колонну «Хабаровский осоавиахимовец» — 685 рублей.
Со временем в селе появились почта, клуб с библиотекой на 15 000 томов, 7 магазинов, столовая, больница со стационаром, которая вначале была деревянной одноэтажной, затем построили двухэтажную из кирпича, в которой были, в том числе стоматологический кабинет и родильное отделение. В 1976 году в Амурском проживало 1456 человек. К 1978 году «Амурский» был крупнейшим совхозом в Белогорском районе, посевные площади увеличились, работал крупный зерновой двор, молочно-товарная ферма на 500 голов.
В настоящее время на территории села действуют следующие предприятия: три магазина смешанных товаров, заправочная станция, закусочная, шиномонтаж. Работают социально-культурные объекты: филиал № 2 МОАУ СОШ № 1, Амурская участковая больница, дом культуры (филиал МАУ МСМЦ Белогорского р-на) на 260 мест, библиотека — филиал МБУ МЦБ Белогорского р-на, почтовое отделение. По направлению животноводство действуют два КФХ, возглавляют которые Чурсин Л. Н. и Касьян С. В. 4800 гектаров паевой земли использует холдинг «Агрокомплекс», на которых выращивают сою, кукурузу.

## Население
| 2002 | 2010  | 2012  | 2013  | 2014  | 2015 | 2016 |
| ---- | ----- | ----- | ----- | ----- | ---- | ---- |
| 1201 | ↘1092 | ↘1057 | ↘1027 | ↘1004 | ↘978 | ↘971 |
| 2017 | 2018  |       |       |       |      |      |
| ↘963 | ↘946  |       |       |       |      |      |

## Инфраструктура
- Станция Возжаевка Забайкальской железной дороги.
- В окрестностях села Амурское находятся воинские части и аэродром Возжаевка.